# Campbell River
Campbell River – miasto (city) w zachodniej Kanadzie, w prowincji Kolumbia Brytyjska, położone na wschodnim brzegu wyspy Vancouver, nad ujściem rzeki Campbell do cieśniny Discovery Passage. W 2011 roku liczyło 31 186 mieszkańców.
Osada założona została w 1904 roku, w 1907 roku otwarty został urząd pocztowy. Nosi nazwę rzeki nad którą się znajduje, która z kolei nazwana została na cześć Samuela Campbella, lekarza okrętowego na pokładzie HMS „Plumper”, badającego te okolice pod dowództwem kapitana George'a Henry'ego Richardsa w latach 1857–1861. W 1947 roku miejscowość uzyskała status wsi (village), w 1964 roku – dystryktu gminnego (district municipality), a w 2005 roku miasta (city).
Od początku istnienia miejscowość była ośrodkiem przemysłu drzewnego. W 1948 roku otwarta została elektrownia wodna. W latach 1952–2009 działały tu zakłady papiernicze. Poza przemysłem drzewnym w mieście rozwinęło się rybołówstwo, górnictwo i turystyka. Turystyka w dużej mierze opiera się na wędkarstwie, miasto jest szczególnie znane jako ośrodek połowu czawyczy.